# 中国書法家協会
中国書法家協会（英語: Chinese Calligrphers Association）は、中華人民共和国における唯一の公式な全国書道組合連合である。略称は中国書協。

## 沿革
1981年5月、創立。「歴代の書道展」は中国歴史博物館で行われ、展示された現代の書家作品と部分の古代拓本墨跡。北京の中国美術館で「中国共産党の生誕60年」の展示が行われている」。北京で「魯迅生誕100年の書道記念展」を開催。
1982年、「中国書道」創刊号が出版。
1983年、日中文化交流協会、全日本書道連盟に招待され、中国書法協会代表団が日本を訪問する。北京で「日中書道芸術交流展覧会」を開催する。「第二回日本刻字展覽」には中国書法協会と日本刻字協会の共同開催。
1984年、日中文化交流協会、全日本書道連盟に招待され、中国書法協会代表団が日本を第二回訪問する。シンガポール中華書学協会に招待され、中国書法協会代表団がシンガポールを訪問する。
1985年、「第四回中国書法研究班」には中国書法協会、中国文学芸術界連合会と日中文化交流協会の共同開催。
1986年、北京で「第二回中国とシンガポール書道交流展覧会」を開催する。日中文化交流協会、全日本書道連盟に招待され、中国書法協会代表団が日本を第三回訪問する。
1987年、北京で「中日婦人書道交流展覧会」を開催する。北京で「啓功、宇野雪村巨匠の書道展覧会」を開催する。山東済南で「中日刻字書法芸術聯展」を開催する。日中文化交流協会、日本書道院に招待され、中国書法協会代表団が日本を第三回訪問する。
1988年、香港で「中日書道交流展」を開催する。北京の中国革命軍事博物館で「舒同書道芸術展覽」を開催する。日中文化交流協会、全日本書道連盟に招待され、中国書法協会代表団が日本を第四·五回訪問する。

## 歴代主席
- 第一期：舒同
- 第二期：啓功
- 第三期：邵宇
- 第四期：沈鵬
- 第五期：張海
- 第六期：張海
- 第七期：蘇士澍[1]

## 歴代指導者
- 第一期
  - 主席：舒同
  - 副主席：趙樸初、沙孟海、啓功、周而復、林林、陳叔亮、朱丹
  - 党の指導者小組：朱丹、陳叔亮、佟韋

- 第二期
  - 名誉主席：舒同
  - 主席：啓功
  - 副主席：周而復、方去疾、王学仲、陸石、沈鵬、黄綺
  - 秘書長：陸石、佟韋（1990年12月任命）
  - 副秘書長：劉芸、權希軍、張虎（1990年12月任命）
  - 臨時指導者小組組長：佟韋
  - 臨時指導者小組成員：劉芸、權希軍、張虎
  - 書記：邵宇
- 副書記：佟韋

- 第三期
  - 名誉主席：舒同、啓功
  - 顧問：沙孟海、周而復、方去疾、陸石、黄綺、謝冰巖、董壽平、武中奇、康殷、柳倩、權希軍、欧陽中石（1992年8月17日增補）
  - 主席：邵宇
  - 代主席：沈鵬（1992年8月任命）
  - 副主席：王学仲、李鐸、劉炳森、劉芸、佟韋
  - 秘書長：謝雲
  - 副秘書長：張虎、劉正成
  - 党委副書記：謝雲
  - 党委成員：沈鵬、張虎

- 第四期
- 名誉主席：啓功
  - 顧問：王学仲、劉芸、李鐸、佟韋、謝雲
  - 主席：沈鵬
  - 駐会副主席：張飆
  - 副主席：申万勝、朱關田、旭宇、劉炳森、何應輝、張海、陳永正、林岫、周慧珺、鐘明善、段成桂、聶成文、尉天池
  - 秘書長：郭雅君
  - 副秘書長：張虎、劉正成、張旭光、呂如雄
  - 党委書記：張飆
  - 党委副書記：張傳凱、郭雅君
  - 党委成員：張旭光、呂如雄

- 第五期 
  - 名誉主席：沈鵬
  - 顧問：王学仲、劉芸、李鐸、佟韋、張飆、周慧珺、鐘明善、尉天池、謝雲
  - 主席：張海
  - 駐会副主席：趙長青
  - 副主席：申萬勝、朱關田、旭宇、呉東民、呉善璋、何應輝、言恭達、張業法、陳永正、邵秉仁、林岫、段成桂、聶成文
  - 秘書長：趙長青
  - 副秘書長：陳洪武、張旭光、呂如雄、戴誌祺、白煦
  - 党委書記：趙長青
  - 党委副書記：陳洪武
  - 党委成員：張旭光、呂如雄、戴誌祺

- 第六期
  - 名誉主席：沈鵬
  - 顧問：王学仲、朱關田、旭宇、劉芸、李鐸、佟韋、張飆、陳永正、邵秉仁、林岫、周慧珺、鐘明善、段成桂、尉天池、謝雲、趙世珍
  - 主席：張海
  - 駐会副主席：趙長青
  - 副主席：王家新、申萬勝、蘇士澍、呉東民、呉善璋、何應輝、何奇耶徒、言恭達、張業法、張改琴、陳振濂、胡抗美、聶成文、李興安
  - 秘書長：陳洪武
  - 副秘書長：戴誌祺、潘文海

- 第七期 
  - 名誉主席：沈鵬、張海
  - 主 席：蘇士澍
  - 駐会副主席：陳洪武
  - 副主席：王丹、毛国典、包俊宜、劉金凱、劉洪彪、孫曉雲、呉東民、何奇耶徒、宋華平、張建會、陳振濂、顧亞龍、李興安、翟万益

## 組織
- 弁公室
- 組織聯絡部
- 對外聯絡部
- 展覽部
- 研究部
- 書法普及と推広部（臨時）
- 国際書法家連合総会秘書處
- 中国文聯書法芸術中心
- 中国書法出版伝媒有限責任公司（中国書法出版社、中国書法報社、中国書法雜誌社）
- 中国書法家協会書法培訓中心
- 中国書法家協会書法考級中心
- 中国書法家協会書法展覽中心